# Іванов Іван Іванович (художник)
Іван Іванович Івано́в (27 серпня 1894, Харків — 2 липня 1969, Харків) — український радянський художник; член харківського об'єднання «Цех» з 1916 року, групи «Союз семи» з 1917 року, Асоціації художників Червоної України і Об'єднання сучасних митців України з 1928 року та Харківської організації Спілки радянських художників України з 1938 року.

## Біографія
Народився 15 [27] серпня 1894 у місті Харкові. Упродовж 1914—1918 років навчався у Харківському художньому училищі. Протягом 1920—1922 років жив у Владикавказі, працював художником КавРОСТА. У 1922—1924 роках викладав у студіях і робітничих клубах Харкова. З 1925 року працював у «Агентізо», з 1928 року — художником у газетах «Комуніст» і «Комсомолець України», протягом 1933—1941 років — у товаристві «Облхудожник». Помер у Харкові 2 липня 1969 року.

## Творчість
Працював у галузях живопису, графіки та монументально-декоративного мистецтва. Перебуваючи у Владикавказі виконував плакати, зокрема «Залікувавши рани червоноармійця, ми наносимо рани контрреволюції» (1920), ілюстрував журнал «Горская мысль». У кінці 1920-х — на початку 1930-х років виконав розписи військового клубу «Художник» УкрРОСТА. У галузі живопису створював жанрові катини, портрети. Серед його творів:
живопис
- «Портрет із кішкою» (1916);
- «Автопортрет» (1917);
- «Моя сім'я» (1918);
- «Місто» (1919);
- «Володимир Ленін» (1921);
- «Прогулянка» (1922, Харківський художній музей; 1928);
- триптих «Тюрма» (1922);
- «НЕП» (1927);
- «Сімейна пародія» (1927, 3-я премія Всеукраїнської ювілейної виставки «10 років Жовтню»);
- «Леся Українка» (1930-ті);
- «Даєш витончене життя!» (1935);
- «Карнавал на честь Перемоги у Харкові» (1944);

акварелі
- диптих «Лютнева революція» (1923);
- «Комсомольський карнавал» (1927);
- «Дві подруги» (1928);
- «Танок гайдамаків» (1931);
- «Прачка та патронеса» (1933, 1934);
- «Паводок у Луганську в 1917 році» (1939—1940).

Працював також у промисловій графіці, автор етикеток, марок.
Брав участь мистецьких виставках з 1916 року, зокрема:
- виставці «Семи» (Харків, 1917);
- 1-й виставці (Харків, 1919);
- виставці «Художник сьогодні» (Харків, 1927);
- 1-й Всеукраїнській виставці художників Червоної України (Харків, 1927);
- Всеукраїнській ювілейній виставці (Київ, Одеса, 1927);
- 2-й Всеукраїнській художній виставці Народного комісаріату просвіти УРСР (Київ, Одеса, 1929);
- виставці української книжкової графіки (Харків, 1929);
- виставці «Мистецтво Радянської України» (Харків, 1930);
- 6-й Всеукраїнській художній виставці (Харків, 1935);
- 2-й осінній художній виставці (Харків, 1939);
- виставці «Художники України — рідному Харкову»  (Харків, 1944).

За кордоном його робити у 1933 році експонувалися у Варшаві і Копенгагені. Персональні виставки відбулися у Києві у 1941 році та посмертна у Харкові у 2011 році.
Крім вище згаданого музею, окремі роботи художника зберігаються у Національному художньому музеї України у Києві та Одеському художньому музеї.